# Bombardeio tático

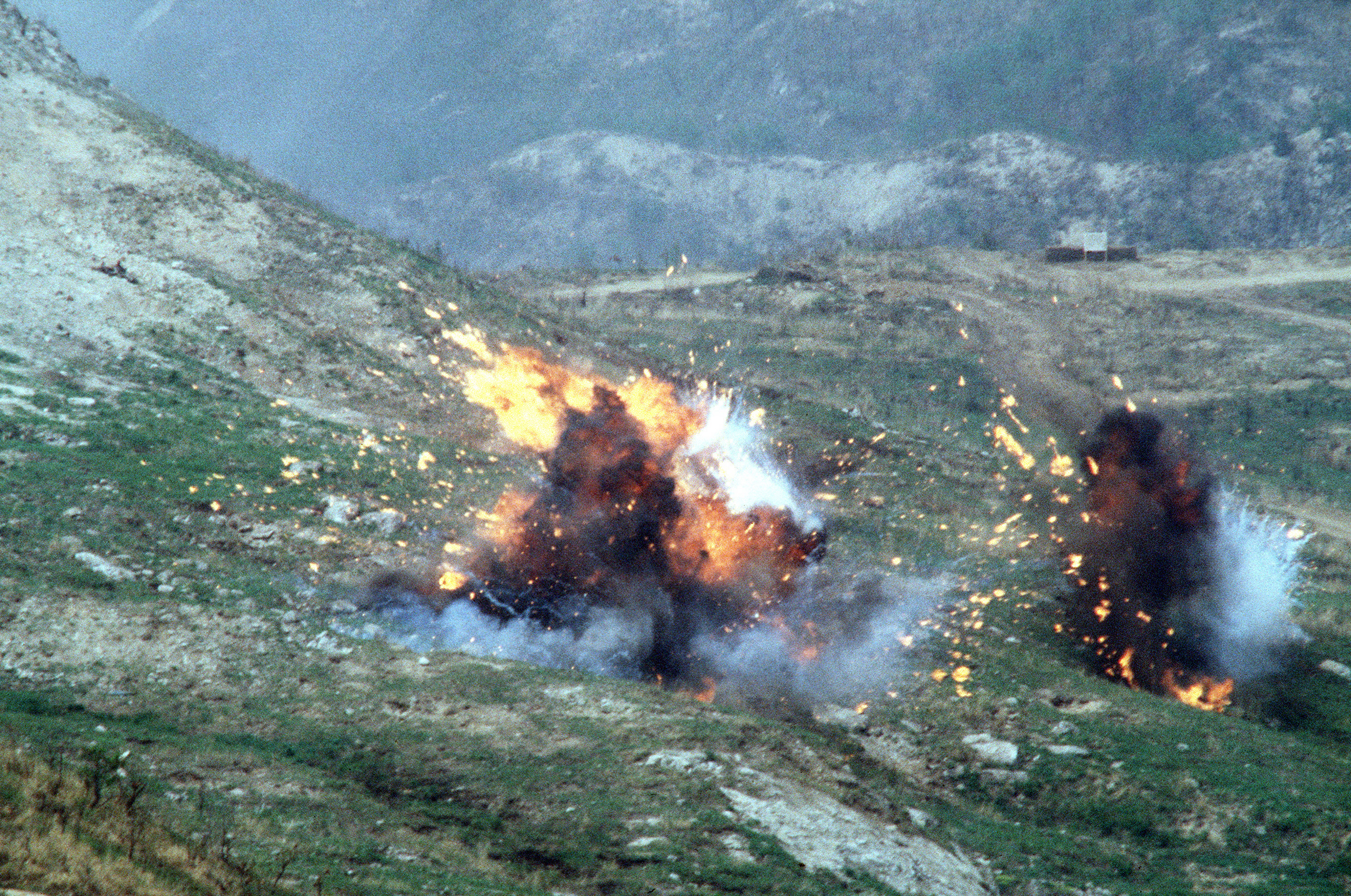
Bombardeio tático feito com bombas disparadas por um caça F-4 durante um exercício de treinamento na Coreia do Sul.

O bombardeio tático utiliza aviões para atacar tropas e equipamento militar, na região da zona de batalha terrestre. Essa é a diferença para o bombardeio estratégico, que ataca a infraestrutura industrial e civil do inimigo, visando debilitar sua capacidade de manter o esforço de guerra. 
Há dois tipos básicos de bombardeio tático:
- O apoio aéreo aproximado ataca alvos localizados em grande proximidades às tropas terrestres amigas, agindo em direto suporte e em total coordenação com as forças terrestres.
- A interdição aérea ataca, ao contrário, alvos táticos que não estão diretamente em contato com as tropas amigas, e sim as estradas, depósitos, equipamentos e estruturas envolvidas no suprimento logístico às tropas inimigas em combate.

Na era moderna, as munições guiadas de precisão ("bombas inteligentes") podem ser dirigidas ao alvo com extrema acurácia. 

## História
O bombardeio tático foi o primeiro tipo de missão de bombardeio aéreo. Tudo começou na Guerra Italo-Turca, quando os pilotos lançaram pequenas bombas ao lado de seus cockpits abertos nas tropas inimigas abaixo. Um dos primeiros exemplos de bombardeio tático foi na Batalha de Neuve Chapelle em 1915, quando o Royal Flying Corps lançou bombas nas comunicações ferroviárias alemãs. Na época da Segunda Guerra Mundial, várias aeronaves especializadas foram desenvolvidas para cumprir esse papel, incluindo vários caças-bombardeiros. Durante a Guerra da Coréia, as missões de bombardeio tático às vezes eram realizadas por motores de pistão mais antigos caças com motorização, como o Vought F4U Corsair. Na Guerra do Vietnã, as missões eram frequentemente dirigidas por controladores aéreos avançados (FACs) voando em pequenos aviões movidos a hélice. A FAC marcaria os alvos com fumaça, muitas vezes em coordenação com a infantaria no terreno. Os bombardeiros orbitando acima voariam para atingir o alvo.
Na era moderna, munições guiadas com precisão ("bombas inteligentes") podem ser direcionadas com extrema precisão. Tipos de aeronaves de bombardeiros táticos dedicados foram amplamente suplantados por caças-bombardeiros e aeronaves de ataque.